# In Your Room
«In Your Room» (в переводе с англ. — «В твоей комнате») — песня британской группы Depeche Mode, четвёртый и последний сингл из их восьмого студийного альбома Songs of Faith and Devotion, 30-й в дискографии группы. Вышел 10 января 1994 года в Великобритании и 18 января в США. Занимал восьмую строчку в британском национальном сингл-чарте.

## О песне
Звучание сингл-версии («Zephyr Mix») в корне отличается от звучания оригинальной версии «In Your Room», присутствующей в альбоме. Музыка для сингл-версии была полностью переделана Бутчем Вигом, ранее успешно работавшим с группой Nirvana. Другие официальные ремиксы — это «Apex Mix», сделанный Брайаном Ино, звучание которого ближе к альбомной версии, и «The Jeep Rock Mix» Джонни Доллара, появившийся позднее в сборнике Remixes 81–04.
На концертах 1993—1994 годов Depeche Mode исполняли оригинальную альбомную версию, с 1998 года чаще исполнялась сингл-версия «Zephyr Mix». Во время тура в поддержку альбома Sounds of the Universe «In Your Room» исполнялась с элементами из обеих версий. Во время тура в поддержку альбома Spirit исполнялась полностью оригинальная версия песни.
Оригинальный британский CD-релиз (каталожный номер — CDBong24) был выпущен в специальной упаковке, позволяющей хранить в ней помимо оригинального релиза ещё «концертный» (каталожный номер — LCDBong24) и «ремиксовый» (каталожный номер — XLCDBong24) диски.
В качестве би-сайдов в разных версиях сингла представлены ремикс песни «Higher Love», а также некоторые песни, исполнявшиеся в рамках Devotional Tour.
Во время их появления в американском «Позднем шоу с Дэвидом Леттерманом», состоявшемся в перерыве по ходу The Singles Tour, Depeche Mode исполняли «In Your Room».
В 2003 году группа Фэллона Боумана Amphibious Assault выпустила кавер-версию «In Your Room» в своём дебютном студийном альбоме District Six.

## Музыкальный видеоклип
Видеоклип на «In Your Room» снял режиссёр Антон Корбейн. В клипе используется версия «Zephyr Mix».
Клип изобилует отсылками к предыдущим музыкальным видео группы: «Strangelove» (модель, позирующая в нижнем белье), «I Feel You» (женщина, одетая как Дейв Гаан в костюм в полоску, солнцезащитные очки и парик), «Walking in My Shoes» (костюм птицы), «Enjoy the Silence» (идущий по дороге Дейв Гаан, одетый как король и держащий в руках складной стул), «Halo» (человек с клоунским макияжем), «Personal Jesus» (показан участник группы в ковбойской шляпе), «Condemnation» (белое платье с лентами, в которое одета одна из женщин) и «Never Let Me Down Again» (питие чая из чашки).
Снявшаяся в клипе Александра Каммер временами одета лишь частично. Сцены частичной наготы и связывания стали причиной того, что в США клип транслировался на канале MTV лишь в ночное время.
Это последний видеоклип Depeche Mode, в котором появляется Алан Уайлдер, позднее ушедший из группы.

## Списки композиций
- Все песни написаны Мартином Гором.
- Все «живые» треки записаны 29 июля 1993 года в Льевене, Франция.

| №  | Название                             | Длительность |
| -- | ------------------------------------ | ------------ |
| 1. | «In Your Room» (Zephyr Mix)          | 4:52         |
| 2. | «In Your Room» (Apex Mix)            | 6:45         |
| 3. | «In Your Room» (The Jeep Rock Mix)   | 6:19         |
| 4. | «Higher Love» (Adrenaline Mix)       | 7:19         |
| 5. | «In Your Room» (Extended Zephyr Mix) | 6:43         |

| №  | Название                         | Длительность |
| -- | -------------------------------- | ------------ |
| 1. | «In Your Room» (Live)            | 6:52         |
| 2. | «Policy of Truth» (Live)         | 5:08         |
| 3. | «World in My Eyes» (Live)        | 6:16         |
| 4. | «Fly on the Windscreen» (Live)   | 5:20         |
| 5. | «Never Let Me Down Again» (Live) | 5:01         |
| 6. | «Death’s Door» (Live)            | 2:45         |

| №  | Название                            | Длительность |
| -- | ----------------------------------- | ------------ |
| 1. | «In Your Room» (Zephyr Mix)         | 4:52         |
| 2. | «Higher Love» (Adrenaline Mix Edit) | 4:48         |

| №  | Название                             | Длительность |
| -- | ------------------------------------ | ------------ |
| 1. | «In Your Room» (Zephyr Mix)          | 4:52         |
| 2. | «In Your Room» (Extended Zephyr Mix) | 6:43         |
| 3. | «Never Let Me Down Again» (Live)     | 5:01         |
| 4. | «Death’s Door» (Live)                | 2:45         |

| №  | Название                       | Длительность |
| -- | ------------------------------ | ------------ |
| 1. | «In Your Room» (Live)          | 6:52         |
| 2. | «Policy of Truth» (Live)       | 5:08         |
| 3. | «World in My Eyes» (Live)      | 6:16         |
| 4. | «Fly on the Windscreen» (Live) | 5:20         |

| №  | Название                           | Длительность |
| -- | ---------------------------------- | ------------ |
| 1. | «In Your Room» (The Jeep Rock Mix) | 6:19         |
| 2. | «In Your Room» (Apex Mix)          | 6:45         |
| 3. | «Higher Love» (Adrenaline Mix)     | 7:49         |

| №  | Название                             | Длительность |
| -- | ------------------------------------ | ------------ |
| 1. | «In Your Room» (The Jeep Rock Mix)   | 6:19         |
| 2. | «Higher Love» (Adrenaline Mix)       | 7:49         |
| 3. | «In Your Room» (Extended Zephyr Mix) | 6:43         |

| №  | Название                             | Длительность |
| -- | ------------------------------------ | ------------ |
| 1. | «In Your Room» (Extended Zephyr Mix) | 6:43         |
| 2. | «In Your Room» (Apex Mix)            | 6:45         |
| 3. | «In Your Room» (The Jeep Rock Mix)   | 6:19         |
| 4. | «Higher Love» (Adrenaline Mix)       | 7:49         |

| №  | Название                             | Длительность |
| -- | ------------------------------------ | ------------ |
| 1. | «In Your Room» (Zephyr Mix)          | 4:52         |
| 2. | «In Your Room» (Extended Zephyr Mix) | 6:45         |
| 3. | «Higher Love» (Adrenaline Mix)       | 7:49         |
| 4. | «In Your Room» (The Jeep Rock Mix)   | 6:20         |
| 5. | «Policy of Truth» (Live)             | 5:07         |
| 6. | «In Your Room» (Apex Mix)            | 6:44         |
| 7. | «In Your Room» (Live)                | 6:52         |

| №   | Название                             | Длительность |
| --- | ------------------------------------ | ------------ |
| 1.  | «In Your Room» (Zephyr Mix)          | 4:52         |
| 2.  | «Higher Love» (Adrenaline Mix Edit)  | 4:48         |
| 3.  | «In Your Room» (Apex Mix)            | 6:45         |
| 4.  | «In Your Room» (The Jeep Rock Mix)   | 6:19         |
| 5.  | «Higher Love» (Adrenaline Mix)       | 7:49         |
| 6.  | «In Your Room» (Extended Zephyr Mix) | 6:43         |
| 7.  | «In Your Room» (Live)                | 6:52         |
| 8.  | «Policy of Truth» (Live)             | 5:08         |
| 9.  | «World in My Eyes» (Live)            | 6:16         |
| 10. | «Fly on the Windscreen» (Live)       | 5:20         |
| 11. | «Never Let Me Down Again» (Live)     | 5:01         |
| 12. | «Death’s Door» (Live)                | 2:45         |

## Позиции в хит-парадах
| Чарт (1994)                     | Позиция |
| ------------------------------- | ------- |
| ARIA Charts                     | 40      |
| / Ultratop                      | 48      |
| Великобритания (OCC UK Singles) | 8       |
| Media Control Charts            | 24      |
| Irish Singles Chart             | 15      |
| Polish Music Charts             | 8       |
| SNEP                            | 10      |
| Sverigetopplistan               | 2       |
| Schweizer Hitparade             | 14      |